# Boriss Cilevičs
Boriss Cilevičs, ros. Борис Леонидович Цилевич, trb. Boris Leonidowicz Cylewicz (ur. 26 marca 1956 w Dyneburgu) – łotewski inżynier i polityk rosyjsko-żydowskiego pochodzenia, poseł na Sejm VII, VIII, IX, X, XI, XII i XIII kadencji.

## Życiorys
Urodził się w Dyneburgu w rodzinie imigrantów z Leningradu. Ukończył szkołę średnią w rodzinnym mieście, po czym studiował na wydziale matematyki i fizyki Uniwersytetu Łotwy. W 1981 obronił pracę kandydacką z dziedziny fizyki matematycznej i teoretycznej. W latach 80. pracował jako inżynier, a na przełomie lat 80. i 90. był zatrudniony w charakterze pracownika naukowego laboratorium komputerowych metod nauczania instytutu matematyki i informatyki macierzystej uczelni.
Na początku lat 90. zaangażował się w działalność społeczną i polityczną (m.in. jako członek Łotewskiego Frontu Ludowego), był również dziennikarzem (od 1992 członek łotewskiego związku dziennikarzy). Od 1995 pełnił obowiązki dyrektora ośrodka badań pedagogicznych i społecznych „Baltic Insight”. W 1994 znalazł się wśród założycieli Partii Zgody Narodowej (TSP), z ramienia której wybrano go w marcu 1997 na radnego Rygi. W 2009 dołączył do powstałej na bazie tego ugrupowania Socjaldemokratycznej Partii „Zgoda”.
W 1998 uzyskał mandat posła na Sejm VII kadencji z listy TSP. Ponownie wybierany w latach 2002, 2006 i 2010 – kolejno jako kandydat PCTVL i Centrum Zgody. Był reprezentantem strony społecznej przed Sądem Konstytucyjnym w sprawie ustawy ograniczającej używanie języka rosyjskiego w środkach masowego przekazu. W 1999 został przedstawicielem Sejmu w Zgromadzeniu Parlamentarnym Rady Europy (w latach 2005–2007 pełnił obowiązki przewodniczący podkomitetu ds. mniejszości narodowych). Od 2003 pełnił funkcję obserwatora w Parlamencie Europejskim, a po akcesie Łotwy do Unii Europejskiej formalnie od maja do lipca 2004 sprawował mandat eurodeputowanego V kadencji.
W kampanii wyborczej w 2010 był kandydatem Centrum Zgody na funkcję ministra spraw zagranicznych. W Sejmie X kadencji pełnił funkcję wiceprzewodniczącego komisji praw człowieka i spraw społecznych, zasiadał również w komisji spraw zagranicznych. Stanął na czele grupy współpracy z parlamentem Izraela.
Z powodzeniem ubiegał się o poselską reelekcję także w 2011, 2014 i 2018.

## Życie prywatne
Żonaty, ma dwoje dzieci.